# Le Monteil-au-Vicomte
Le Monteil-au-Vicomte – miejscowość i gmina we Francji, w regionie Nowa Akwitania, w departamencie Creuse.
Według danych na rok 1990 gminę zamieszkiwało 248 osób, a gęstość zaludnienia wynosiła 17 osób/km² (wśród 747 gmin Limousin Le Monteil-au-Vicomte plasuje się na 393. miejscu pod względem liczby ludności, natomiast pod względem powierzchni na miejscu 455.).